# Francisco Ricardo Oves Fernández
Francisco Ricardo Oves Fernández (* 4. Oktober 1928 in Camagüey; † 4. Dezember 1990 in El Paso, Texas, USA) war ein kubanischer Geistlicher und Erzbischof von San Cristóbal de la Habana.

## Leben
Seine Ausbildung zum Priester begann er im Seminario de San Basilio Magno in El Cobre. Später wurde er vom Erzbischof von Santiago de Cuba, Enrique Pérez Serantes, für weiterführende Studien nach Spanien an die Päpstliche Universität Comillas entsandt, wo er ein Lizentiat in Philosophie und Theologie erwarb.
Die Priesterweihe empfing Francisco Ricardo Oves Fernández am 13. April 1952 in der Kathedrale von Camagüey durch den Erzbischof von Santiago de Cuba, Enrique Pérez Serantes. Danach war er bis 1961 Pfarrer in Santa Cruz del Sur und daneben Redakteur von Fernsehprogrammen. Nach dem Sieg der Revolution 1959 unterstützte er Bestrebungen zum Aufbau einer christdemokratischen Bewegung (Movimiento Demócrata Cristiano) im Untergrund. Im April 1961 wurde er Pfarrer der Gemeinde von Santa Ana in Camagüey.
Nach dem Scheitern der Invasion in der Schweinebucht wurde Francisco Ricardo Oves Fernández zusammen mit zahlreichen weiteren Klerikern aus Camagüey vertrieben und flüchtete nach Havanna zu Eduardo Boza Masvidal, Weihbischof im Erzbistum San Cristóbal de la Habana. Im September 1961 wurde er zusammen mit Bischof Boza und mehr als 150 Priestern nach Spanien verbannt. Er ging nach Rom und traf sich mit Papst Johannes XXIII. In Rom und mit Unterstützung von Calogero Gliozzo SJ, ehemaligem Provinzial, Direktor der Zeitschrift Civiltà Cattolica und des Instituts für Pastoralsoziologie, studierte er an der Päpstlichen Universität „Heiliger Thomas von Aquin“, wo er einen Doktortitel in Sozialwissenschaften erlangte. 1965 kehrte er, gegen den Rat des Bischofs von Camagüey Adolfo Rodríguez Herrera, im Gefolge des vatikanischen Geschäftsträgers in Kuba Cesare Zacchi nach Kuba zurück. Er wurde Professor am Seminar von San Carlos und San Ambrosio in Havanna und übte einen priesterlichen Dienst in der Diözese Camagüey aus.
Am 25. April 1969 wurde Francisco Ricardo Oves Fernández von Papst Paul VI. zum Titularbischof von Montecorvino und zum Weihbischof in Cienfuegos ernannt. Die Bischofsweihe spendete ihm am 16. Juli desselben Jahres Bischof Cesare Zacchi, der Geschäftsträger des Heiligen Stuhls in Kuba; Mitkonsekratoren waren Alfredo Antonio Francisco Müller y San Martín, Bischof von Cienfuegos, und Adolfo Rodríguez Herrera, Bischof von Camagüey. Am 26. Januar 1970 wurde er als Nachfolger von Evelio Díaz Cía zum Erzbischof von Havana erhoben. Wegen einer Nervenkrankheit wurde er Anfang 1980 nach Rom gebracht. Der Papst ernannte am 20. Februar 1980 Pedro Meurice Estiu zum Apostolischen Administrator sede plena des Erzbischofs von Havanna. Am 28. März 1981 verzichtete Francisco Ricardo Oves Fernández auf die Leitung des Erzbistums, sein Nachfolger wurde Jaime Ortega, zuvor Bischof von Pinar del Río. Francisco Ricardo Oves Fernández lebte ab 1982 in El Paso, Texas, und war dort Generalvikar für die spanischsprachigen Gemeinden sowie Seelsorger an der Kirche Santo Niño de Atocha.
Er starb 1990 in El Paso an einem Herzinfarkt und wurde zunächst auf dem Friedhof Our Lady of Mercy in Miami, Florida beigesetzt. Im Juni 2012 wurden seine sterblichen Überreste nach Kuba überführt und in der Kathedrale von Havanna beigesetzt.